# Pericoptus
Pericoptus là một chi bọ cánh cứng được tìm thấy ở New Zealand. Đã có 5 loài trong chi này được phát hiện.

## Các loài
- Pericoptus frontalis
- Pericoptus nitidulus
- Pericoptus punctatus
- Pericoptus stupidus
- Pericoptus truncatus